# Fridericia leydigi
Fridericia leydigi är en ringmaskart som först beskrevs av Vejdovsky 1878.  Fridericia leydigi ingår i släktet Fridericia, och familjen småringmaskar. Arten är reproducerande i Sverige.